# 2532 Саттон
2532 Саттон (2532 Sutton) — астероїд головного поясу, відкритий 9 жовтня 1980 року.
Тіссеранів параметр щодо Юпітера — 3,520.